# Max Grünert
Max Grünert (* 13. Oktober 1849 in Brüx, Böhmen; † 10. Februar 1929 in Prag) war ein böhmischer Philologe und Hochschullehrer in Prag und Leipzig.

## Leben
Ab 1869 studierte Grünert an der Universität Wien zunächst Klassische Philologie, dann Orientalistik. 1874 wechselte er an die Universität Leipzig, um sich bei Heinrich Leberecht Fleischer der Arabistik zuzuwenden. 1876 promovierte er in Leipzig zum Dr. phil. Schon im nächsten Jahr habilitierter Privatdozent für semitische Sprachen an der noch ungeteilten Karls-Universität Prag, erhielt er 1886 ein Extraordinariat und 1892 einen Lehrstuhl an der inzwischen ausgegliederten deutschen Karl-Ferdinands-Universität. 1910/11 war er ihr Rektor. Als Emeritus und Mitglied der Deutschen Akademie der Wissenschaften und Künste (Prag) wirkte er von 1921 bis 1929 noch als Honorarprofessor in Prag.